# Кампарада
Кампарада (італ. Camparada) — муніципалітет в Італії, у регіоні Ломбардія, провінція Монца і Бріанца.
Кампарада розташована на відстані близько 490 км на північний захід від Рима, 23 км на північний схід від Мілана, 9 км на північний схід від Монци.
Населення — 2021 особа (2014).

## Демографія
Населення за роками:

Станом на 1 січня 2023 року в муніципалітеті офіційно проживало 200 іноземців з 37 країн, серед них 42 громадяни країн Євросоюзу та 10 громадян України.

## Сусідні муніципалітети
- Аркоре
- Казатеново
- Лезмо
- Узмате-Велате